# Гонсалвес, Милтон
Ми́лтон Гонса́лвес (порт.-браз. Milton Gonçalves; 9 декабря 1933, Монти-Санту-ди-Минас — 30 мая 2022, Рио-де-Жанейро) — бразильский актёр, режиссёр. Один из выдающихся «афробразильских» деятелей искусства.

## Биография

### Карьера
Милтон Гонсалвес — выходец из народа, прошёл непростой путь от сапожника до известного актёра. Первые важные роли на театральной сцене он исполнил в «Teatro de Arena» в пьесах Джанфранческо Гварньери и Августу Боаля. В театре он выступал не только в качестве актёра, но и как звукорежиссёр, продюсер, мастер по свету.
Он стал одним из первых актёров, приглашенных на созданный в 1965 году телеканал Глобу. В 1976 году он выступил в качестве второго режиссёра всемирно известной «Рабыни Изауры». Параллельно начала развиваться и его кинокарьера. Количество его киноработ уже давно превысило сотню.
Являясь активистом «чёрного движения» Бразилии, в 1990-х годах был кандидатом в губернаторы штата Рио-де-Жанейро. С середины 1980-х годов он совмещает артистическую деятельность с работой на государственных должностях. Милтон Гонсалвес — член Партии бразильского демократического движения.
Скончался 30 мая 2022 года.

### Личная жизнь
Милтон Гонсалвес с 28 марта 1966 г. был женат на Оде Гонсалвес. У них трое детей. Его сын, Маурисиу Гонсалвес, тоже актёр. Милтон Гонсалвес в 1980-х годах получил профессиональное образование журналиста.

## Избранная фильмография
| Как актёр: - 2012 — Бок о Бок — Алфонсо Насименто - 2009 — Закон силы — полковник Каэтану - 2008 — Фаворитка — Ромилду Роза - 2006 — Сеньорита — Отец Жозе - 2006 — Змеи и ящерицы - 2005 — Карандиру, другие истории - 2005 — Америка - 2004 — Талисман — Лазару - 2002 — «Земля любви, земля надежды» - 1999 — Шикинья Гонзага - 1999 — Воздушные замки — комиссар Серафим - 1998 — Моя любовь - 1998 — Дона Флор и два её мужа - 1997 — Во имя любви - 1996 — Мой ангел — квирину (Себастьян) - 1996 — Роковое наследство - 1996 — Конец Света - 1995 — Упадок - 1995 — Братья Кураж - 1994 — Кедровая мадонна - 1993 — Август — Эусебиу - 1993 — Глаза в глаза — доктор Салвиану - 1992 — Телом и душой — судья - 1992 — Невесты Копакабаны — Фернанду - 1991 — Счастье — Батиста - 1990 — Арапонга — Салданья - 1990 — Gente Fina — Майкл Джексон - 1989 — Что я за король? - 1987 — Мандала — Аполинариу Сантана - 1986 — Сеньорита — Отец Жозе - 1986 — Cambalacho - 1985 — Роки-святоша — Луривал Прата - 1985 — Лавка чудес — Лидиу Корру - 1984 — Partido Alto — Режиналду - 1983 — Pão Pão, Beijo Beijo — доктор Мендес - 1981 — Бесконечные земли — Дамиан - 1981 — Танцуй со мной — Отто Родригес - 1978 — Сигнал тревоги - 1978 — Прыжок кошки — Кашушу - 1976 — Две жизни — Алешандри - 1975 — Шальные деньги — доктор Персивал - 1975 — Габриэла — Филе - 1974 — O Espigão — Ноно - 1973 — Любимчик — Зелан - 1972 — Улица Сезамо — Профессор Леан - 1970 — Братья Кураж — Браз Каноэйру - 1969 — Фата Невесты - 1969 — Хижина дяди Тома - 1968 — Качайся, но не падай - 1965 — Rua da Matriz - 1965 — Смуглянка - 1965 — Падре Тиау - 1961 — Vigilante Rodoviário Как режиссёр: - 1979 — Тяжёлый груз - 1975 — Рабыня Изаура - 1973 — Любимчик - 1973 — Каменный лес - 1970 — Братья Кураж | - 2010 — Кинкас Крик из Воды — Делгаду Морайш (Delegado Morais) - 2007 — Шуша и мечта девочки - 2007 — Национальная охрана - 2006 — Останься со мной этой ночью - 2006 — Cobrador: In God We Trust - 2006 — Янсан - 2005 — Шушинья и Гуту против космических монстров - 2005 — Дочери ветра - 2007 — Шуша и сокровища затерянного города - 2003 — Гарринча — одинокая звезда - 2003 — Карандиру - 2003 — Аквария - 2001 — Буфо и Спалланзани - 2001 — Вилла-Лобос: страстная жизнь - 1999 — Орфей - 1997 — Голый человек - 1997 — Завещание сеньора Напомусену - 1997 — Четыре дня в сентябре - 1997 — Смерть жены метателя ножей - 1992 — Кикбоксер 3: Искусство войны - 1989 — Пятая обезьяна - 1989 — Дикая орхидея - 1988 — Луна над Парадором - 1987 — Поезд к звёздам - 1986 — Король Рио - 1985 — Поцелуй женщины-паука - 1984 — Терпи, сердце - 1984 — Киломбо - 1981 — Они не носят чёрные галстуки - 1979 — Коллеги по приключениям - 1979 — Солнце любовников - 1978 — На устах Мира - 1977 — Лусиу Флавиу, пассажир Агонии - 1977 — Разбойники из кино - 1976 — Зверь из Рио - 1974 — Прощай, Ипанема - 1974 — Дьявольская королева - 1971 — Четыре волшебных ключа - 1969 — Семь живых или мёртвых мужчин - 1969 — Хищники - 1969 — Макунаима - 1969 — Ангел родился - 1969 — Маска предательства - 1968 — Храбрый воин - 1968 — Голый человек - 1968 — Человек, купивший Мир - 1968 — Навиду у убийцы - 1965 — Параиба: жизнь и смерть бандита - 1965 — Одна роза для всех - 1963 — Жимба - 1963 — Мечтая с миллионами - 1962 — Пять раз Фавела - 1960 — Угрожающий город - 1958 — Великий момент |

## Премии
- 1974 — премия «Канданго» бразильского кинофестиваля — лучший актёр (фильм «Дьявольская королева»)
- 1978 — золотой «Кикито» на фестивале в Грамадо — лучший актёр второго плана (фильм «Barra Pesada»)
- 2003 — премия «Оскарито» на фестивале в Грамадо
- 2004 — премия Картахенского кинофестиваля — лучший актёр второго плана (фильм «Карандиру»)
- 2004 — золотой «Кикито» на фестивале в Грамадо — лучший актёр (фильм «Дочери ветра»)